# Guerre puniche
Le guerre puniche furono un insieme di tre guerre combattute tra Roma e Cartagine fra il III e II secolo a.C., che si conclusero con la totale supremazia di Roma sul mar Mediterraneo; supremazia diretta nella parte occidentale e controllo per mezzo di regni a sovranità limitata nell'Egeo e nel mar Nero. Sono conosciute come puniche in quanto i romani chiamavano punici i cartaginesi. A sua volta il termine punico è una corruzione di fenicio, come Cartagine è una corruzione del fenicio Qart Hadash (città nuova).

## Contesto storico
Amor nasca, né pace; anzi alcun sorga

De l’ossa mie, che di mia morte prenda

Alta vendetta, e la dardania gente

Con le fiamme e col ferro assalga e spenga

Ora, in futuro e sempre; e sian le forze

A quest’animo eguali: i liti ai liti

Contrari eternamente, l’onde a l’onde,

E l’armi incontro a l’armi, e i nostri ai loro

In ogni tempo.»
(Virgilio, Eneide libro IV)
Roma e Cartagine per secoli tennero un atteggiamento di reciproco rispetto, testimoniato dai trattati tra loro stipulati. Polibio ci informa di quattro trattati fra Roma e Cartagine: 509 a.C., 348 a.C., 306 a.C. e 279 a.C. L'ultimo ebbe la forma di un'alleanza (anche se non stretta) contro Pirro, re dell'Epiro, chiamato in Italia da Taranto contro i Romani e poi in Sicilia da Siracusa contro i Cartaginesi.
La sconfitta di Pirro a Maleventum nel 275 a.C. sancì il definitivo ingresso di Roma, che arrivò così a controllare saldamente l'Italia centro-meridionale, nel novero delle grandi potenze del Mediterraneo.
La Sicilia, in seguito all'uscita di scena di Pirro, era divisa in due settori: a ovest i Punici, a est la città di Siracusa. Quest'ultima, per poter estendere il suo potere, decise di rivolgere le sue attenzioni a nord dell'isola, contro i Mamertini di Messina, che inviarono ambasciatori per chiedere aiuto prima a Cartagine e poi a Roma. L'antica comunità di intenti, basata sulla simmetria degli interessi (terrestri per Roma, navali per Cartagine) cessò all'improvviso. Per 118 anni la guerra imperversò, gradualmente estendendosi a tutto il Mediterraneo, fino alla totale distruzione di uno dei contendenti: Cartagine.

## Prima guerra punica (264 a.C. - 241 a.C.)
La prima guerra punica (264 a.C. - 241 a.C.) fu principalmente una guerra navale. Roma, impegnata nella pacificazione del territorio e nell'inizio dell'espansione nella Pianura Padana, era riluttante a impegnarsi in Sicilia. Cartagine invece inviò subito una squadra navale. La conquista di Messina gettava segnali favorevoli nella secolare lotta con Siracusa; Cartagine poneva finalmente piede anche nel settore orientale dell'isola. Probabilmente vedere Cartagine a poche miglia dalle coste del Bruttium appena conquistato dovette creare qualche apprensione nel Senato romano, che acconsentì a inviare soccorsi a Messina. Questo andava contro il trattato del 306 a.C. che vietava gli interventi di Roma in Sicilia. Cartagine dichiarò guerra. Visto il pericolo, si alleò con la sua nemica storica, Siracusa, contro Roma e i Mamertini.
La maggior parte della prima guerra punica, comprese le battaglie più decisive, fu combattuta in mare, uno spazio ben noto alle flotte cartaginesi. Tuttavia entrambi i contendenti dovettero investire pesantemente nell'allestimento delle flotte e questo diede fondo alle finanze pubbliche di Cartagine.
All'inizio della guerra, Roma non aveva nessuna esperienza di guerra navale. Le sue legioni erano vittoriose da secoli nelle terre italiche ma non esisteva una Marina (la prima grande flotta fu costruita dopo la Battaglia di Agrigento del 261 a.C.). Roma, del resto, mancava della tecnologia navale e quindi dovette allestire una flotta basandosi sulle triremi e quinqueremi (navi che avevano ordini di due o tre remi e ciascun remo era manovrato da più rematori) cartaginesi catturate. Per compensare la mancanza di esperienza in battaglie con le navi, Roma equipaggiò le sue con uno speciale congegno d'abbordaggio: il corvo. Esso agganciava la nave nemica e permetteva alla fanteria, trasportata, di combattere come sapeva fare. In almeno tre occasioni (255 a.C.), (253 a.C.) e (249 a.C.), intere flotte furono distrutte dal maltempo. Non è certo che il peso dei corvi sulle prore delle navi sia stato il maggior responsabile dei disastri.
Tre battaglie terrestri di larga scala furono combattute durante questa guerra. Nel 262 a.C. Roma assediò Agrigento in un'operazione che coinvolse entrambi gli eserciti consolari (quattro legioni). Giunsero rinforzi cartaginesi guidati da Annone. Dopo alcune schermaglie si venne a una vera battaglia che fu vinta dai Romani. Agrigento cadde. La seconda operazione terrestre fu quella di Marco Attilio Regolo, quando, fra il 256 a.C. e il 255 a.C. Roma portò la guerra in Africa. Cartagine venne sconfitta nella Battaglia di Capo Ecnomo da una grande flotta romana appositamente approntata che consentì alle legioni di Attilio Regolo di sbarcare in Africa. All'inizio Regolo vinse la battaglia di Adys. Cartagine chiese la pace. I negoziati tuttavia fallirono e Cartagine, assunto il mercenario spartano Santippo, riuscì a fermare l'avanzata romana nella battaglia di Tunisi. 
La guerra fu decisa nella battaglia delle Isole Egadi (10 marzo 241 a.C.) vinta dalla flotta romana sotto la guida del console Gaio Lutazio Catulo. Parte del relitto di una nave punica affondata in questa guerra è conservata nel Museo archeologico Baglio Anselmi di Marsala.

## Rivolta dei mercenari (dal 241 al 238 a.C.)
Nell'intervallo di tempo fra la prima e la seconda guerra punica, Cartagine dovette subire e reprimere una rivolta delle truppe mercenarie che aveva impiegato. La rivolta era dovuta all'impossibilità dei punici di pagare le truppe stesse alla fine del conflitto. Dopo tre anni di battaglie i mercenari furono sgominati e Cartagine poté riprendere il suo percorso per riconquistare il vigore economico precedente. Cartagine cercava intanto di compensare le perdite economiche subite con la prima guerra punica grazie ad una sistematica penetrazione in Spagna diretta da Amilcare Barca e poi da Asdrubale (il genero). Dopo acerrime lotte politiche fra le due principali fazioni cittadine, infatti, Amilcare Barca, padre di Annibale e capostipite dei cosiddetti Barcidi, partì per la Spagna con un piccolo esercito di mercenari e cittadini punici. I Punici infatti, dopo aver perso le isole, cercavano una riscossa nel Mediterraneo, ed una fonte di introiti e ricchezze (dovevano comunque elargire a Roma pesanti indennità).
Non essendo aiutato dalla città, Amilcare dovette marciare per tutta la costa del Nordafrica e buona parte della costa spagnola. Sottomise molte popolazioni iberiche e alla sua morte fu sostituito dal genero Asdrubale che consolidò le conquiste fatte, fondò la città di Carthago Nova (oggi Cartagena) e stipulò un trattato con Roma. Il trattato poneva i limiti di espansione punica in Iberia a sud del fiume Ebro. Quando anche Asdrubale fu ucciso, l'esercito scelse come capo Annibale, ancora ventisettenne. Cartagine accettò la designazione. Dopo due anni, Annibale decise di portare la guerra in Italia, scatenando la seconda guerra punica.

## Seconda guerra punica (218 a.C. - 202 a.C.)

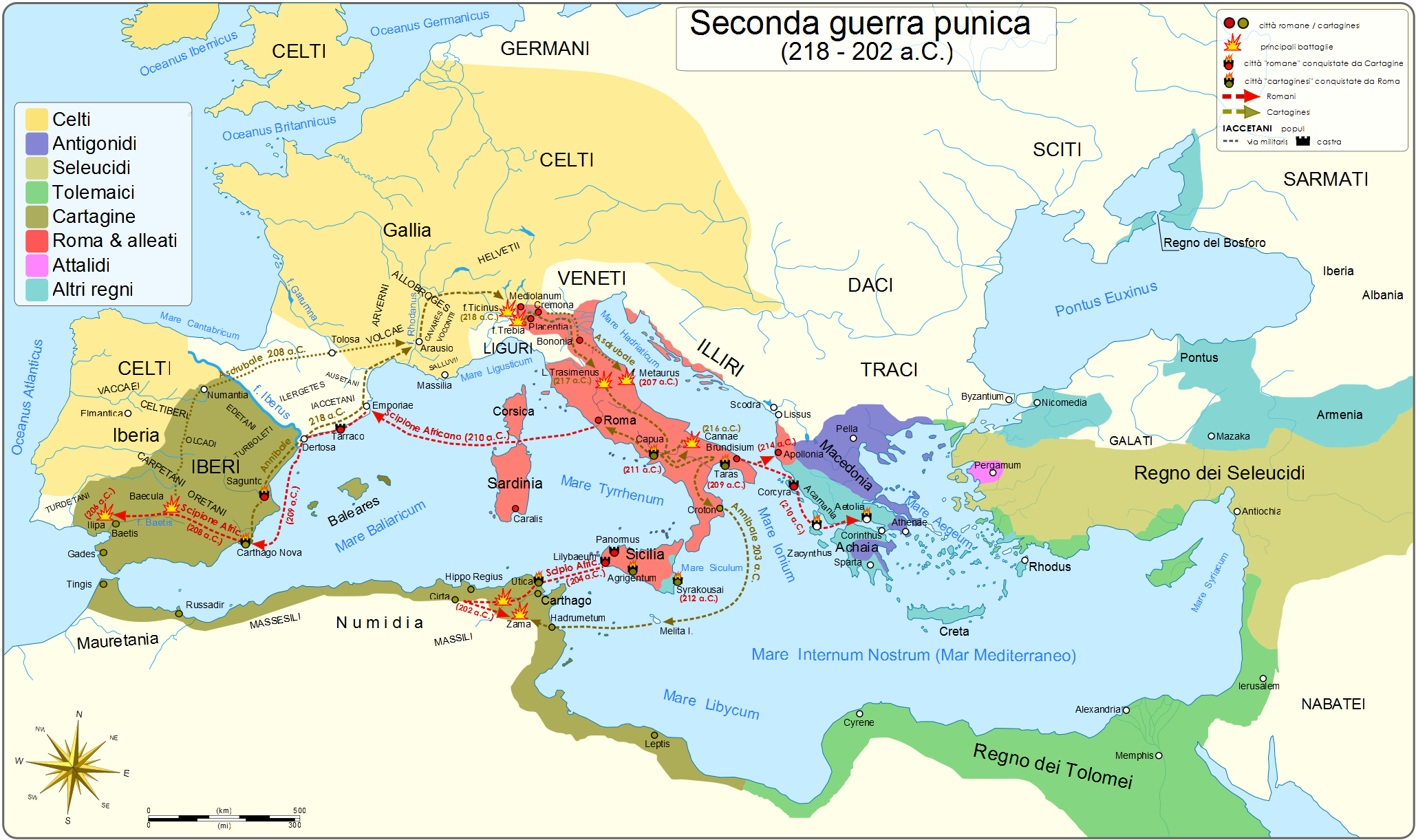
L'intero svolgimento della seconda guerra punica (218-202 a.C.)

La seconda guerra punica (218 a.C. - 202 a.C.) consistette essenzialmente in una serie di battaglie terrestri. Spiccano le figure di Annibale e Publio Cornelio Scipione detto successivamente per le vittorie avute in Africa "l'Africano", (Africano maggiore).
Il casus belli scelto da Annibale fu la sfortunata Sagunto. Alleata di Roma ma posta a sud dell'Ebro, cioè entro i "confini" punici, la città fu assalita, assediata e distrutta (la città di Sagunto aveva chiesto l'intervento di Roma ma il Senato era diviso sul da farsi, tanto che è rimasta celebre la frase "Mentre a Roma si discute, Sagunto cade" dal latino Dum Romae consulitur, Saguntum expugnatur). Roma chiese a Cartagine di sconfessare Annibale. Cartagine rifiutò e accettò la dichiarazione di guerra. Annibale partì dalla Spagna con un esercito di circa 50 000 uomini, 6 000 cavalieri e 37 elefanti.
Attraversate le Alpi, presumibilmente al passo del Moncenisio o del Monginevro, Annibale giunse nella Pianura padana con più o meno metà delle forze. Nell'ottica di portare dalla sua parte le tribù galliche in lotta con Roma, combatté e sconfisse i Taurini, avversari degli Insubri che gli si allearono assieme ai Boi. Con magistrale uso della cavalleria sconfisse le forze romane in due importanti battaglie sul Ticino e sulla Trebbia. L'anno successivo attraversò l'Appennino e batté le legioni di Roma nella battaglia del lago Trasimeno. Essa è una battaglia di particolare importanza nella storia della tattica militare perché è la prima vinta per superiorità di manovra, ossia un esercito ottiene una posizione sul terreno tale da impedire all'avversario qualunque difesa e costringendolo quindi alla resa, cosa che i Romani non fecero preferendo farsi massacrare. Sapendo di non poter assediare Roma prima di aver raccolto attorno a sé le popolazioni dell'Italia centrale e meridionale si diresse verso la Puglia dove, a Canne, inferse una tremenda sconfitta all'esercito romano. Ancora una volta non osò attaccare Roma che già si aspettava l'assedio e si limitò a operare nelle regioni del sud Italia.

Roma lentamente si riprese e adottando nuovamente la tattica del logoramento, ideata dal dittatore Quinto Fabio Massimo, che poi prenderà il soprannome di "cunctator" (temporeggiatore) per anni e con alterne fortune, combatté il generale cartaginese restringendo sempre di più il territorio della sua azione riconquistando man mano le città che Annibale conquistava, non appena le condizioni militari o sociali lo consentivano. Così Capua e Taranto, per citare le più importanti, passarono di mano da Roma ad Annibale e di nuovo a Roma.
 
Nel frattempo Roma portava la guerra in Spagna, prima con i fratelli Publio (padre dell'Africano) e Gneo Cornelio Scipione, e poi dopo la loro morte con Publio Cornelio Scipione (futuro Africano) che attaccarono Asdrubale e Magone (fratelli di Annibale). La Spagna fu conquistata e Asdrubale venne in Italia cercando di portare rinforzi al fratello. Al fiume Metauro fu sconfitto e ucciso. Nel frattempo Magone tentava di rinfocolare, contro Roma, le rivolte delle tribù galliche della Pianura Padana ma fu sconfitto e ferito. Richiamato in patria, morì per le ferite durante la traversata.

In maniera non determinante fu coinvolto anche il re Filippo V di Macedonia che si alleò con Annibale e provò a combattere i romani i quali si stavano espandendo nell'Illiria e quindi si avvicinavano ai suoi territori. Roma mosse la sua diplomazia e le sue legioni riuscendo a fermare i Macedoni senza grandi sforzi e aiutata dal re di Pergamo.

Altre figure importanti della seconda guerra punica sono i re numidi Massinissa e Siface. Massinissa entrò in guerra come alleato di Annibale e la terminò come alleato di Scipione. Specularmente, Siface era alleato di Roma e finì la guerra come alleato di Cartagine.
Senza rifornimenti e rinforzi da Cartagine e senza riuscire a far sollevare le popolazioni del centro Italia contro Roma, Annibale si ritrovò praticamente assediato sui monti della Calabria dove, in seguito, gli giunse l'ordine di Cartagine di tornare in Africa per portare aiuto contro Publio Cornelio Scipione (chiamato poi l'Africano). Costui infatti, contro il volere del Senato, guidato da Quinto Fabio Massimo che riteneva prioritario estromettere Annibale dalla Penisola, in qualità di proconsole della Sicilia e aiutato dalle città italiche, partì per l'Africa attaccando direttamente Cartagine. La città punica si vide costretta a richiamare Annibale che rientrò in patria dopo 34 anni di assenza. Nel 202 a.C. a Naraggara, nei pressi di Zama, Scipione volse contro Annibale la sua stessa strategia e lo sconfisse, determinando la fine della seconda guerra punica.

## Dal 202 al 149 a.C.
Dopo l'avventura di Annibale, Cartagine aveva dovuto cedere anche le redditizie conquiste in Spagna, stava inoltre pagando puntualmente le nuove indennità per la seconda sconfitta (200 talenti d'argento annui per 50 anni). Addirittura prestò aiuto militare alle forze di Roma nelle guerre contro Antioco III, Filippo V e Perseo. La relativa decadenza dello stato era mitigata da un riprendersi del commercio e un nuovo impulso dato all'agricoltura e in particolare alle coltivazioni di ulivo e vite.
Roma, però, non poteva dimenticare il pesante carico di costi economici, umani e psicologici causati dalla precedente guerra. Lo sforzo bellico fu grandioso in termini di risorse umane. Si può calcolare che con le forze degli alleati, Roma dovesse mantenere oltre 200 000 uomini a combattere cui bisogna aggiungere le forze navali. Ogni combattente era sottratto alle campagne e all'agricoltura. Si può quindi comprendere perché Roma fosse ben attenta a far sì che Cartagine non rialzasse la testa. E a far ricordare i romani pensava Catone il Censore. Nondimeno, la situazione poteva mantenersi in uno stato di precario equilibrio se non fosse intervenuto Massinissa.
Questi approfittò degli accordi di pace del 201 a.C. che vietavano a Cartagine persino l'autodifesa senza il consenso di Roma, per sottrarre territori di confine anche con la forza.
Nel 193 a.C. Massinissa occupò l'Emporia e il Senato romano inviò a Cartagine una delegazione; nel 174 a.C. occupò Tisca e Roma inviò Catone alla guida di un'altra commissione; ancora, il re numida occupò Oroscopa. Nel 150 a.C. l'esasperata Cartagine, rompendo i patti, apprestò un esercito di 50 000 uomini cercando di riconquistare Oroscopa ma fu sconfitta. Il rischio per Roma era che Cartagine, troppo indebolita, cadesse preda della Numidia. Si sarebbe formato uno stato ricco, esteso dall'Atlantico all'Egitto e militarmente forte. La rottura dei patti fornì Roma di un pretesto perfetto per poter intervenire e dichiarò guerra all'eterna rivale.
Era il 149 a.C. e iniziava la terza guerra punica.

## Terza guerra punica (149 a.C. - 146 a.C.)
L'esercito romano sbarcò vicino a Utica. Non appena si seppe che i romani erano forti di un esercito di 80 000 uomini e 4 000 cavalieri, Cartagine capitolò, inviando 300 ostaggi scelti fra gli adolescenti della nobiltà punica.
I consoli ricevettero gli ambasciatori di Cartagine che dovettero accettare le condizioni poste: Cartagine consegnò armature, catapulte e altro materiale bellico. Resi inermi i cartaginesi, i Romani, attraverso Censorino, avanzarono la pretesa che la città fosse distrutta e ricostruita a 10 miglia dalla costa. Il popolo cartaginese si ribellò; furono uccisi tutti gli italici presenti in città, furono liberati gli schiavi per avere aiuto nella difesa, furono richiamati Asdrubale e altri esuli, fu chiesta una moratoria di 30 giorni per inviare una delegazione a Roma. 
In questi 30 giorni, si ebbe una frenetica corsa al riarmo, già segretamente riavviato negli anni successivi alla sconfitta di Zama.  Si dice che i cartaginesi riuscissero a produrre ogni giorno 300 spade, 500 lance, 150 scudi e 1 000 proiettili per le ricostruite catapulte. Le donne offrirono i loro capelli per fabbricare corde per gli archi. 
Quando i romani arrivarono alle mura di Cartagine trovarono un intero popolo stretto a difesa della sua città. Fu posto l'assedio.
Cartagine era estremamente ben difesa. La sosta aveva dato ad Asdrubale, posto a capo dell'esercito, la possibilità di raccogliere circa 50 000 uomini ben armati e l'assedio si protrasse.
Nel 148 a.C. i nuovi consoli furono inviati in Africa ma si rivelarono ancora più incapaci dei predecessori. 
Gli insuccessi romani resero audaci i cartaginesi, Asdrubale prese il potere con un colpo di Stato e ordinò di esporre sulle mura i prigionieri orrendamente mutilati. I romani, inaspriti, non avrebbero concesso mercé.
Nel 147 a.C. Publio Cornelio Scipione Emiliano (figlio di L. Emilio Paolo, poi adottato da P. Cornelio Scipione, figlio dell'Africano) era stato nominato console di Roma insieme a Gaio Livio Druso. Asdrubale, che difendeva il porto con 7 000 uomini, fu attaccato di notte e costretto a riparare a Birsa. Scipione bloccò il porto da cui arrivavano i rifornimenti per gli assediati; questi scavarono un tunnel-canale e riuscirono a costruire cinquanta navi, ma Scipione distrusse la flotta e il tunnel-canale fu chiuso. Nel frattempo Nefari fu attaccata da truppe romane e cadde; questo portò la resa delle altre città. I romani si poterono concentrare su Cartagine.
L'agonia della città si protrasse per tutto l'inverno, senza viveri e attaccata da una pestilenza. Scipione non forzò l'attacco, che venne lanciato solo nel 146 a.C. Per quindici giorni i sopravvissuti impegnarono i Romani in una disperata battaglia per le strade della città, ma l'esito era scontato. Gli ultimi soldati si rinchiusero nel tempio di Eshmun altri otto giorni. 
Scipione abbandonò la città al saccheggio dei suoi soldati; Cartagine fu rasa al suolo, bruciata, le mura abbattute e il porto distrutto.
Si disse che Scipione pianse nel vedere la città bruciare, perché gli sembrò di aver intravisto Roma in mezzo alle fiamme.